# 多佛密约
多佛密约（英語：Secret Treaty of Dover），又称多佛条约（英語：Treaty of Dover）是英格兰与法国于1670年6月1日在多佛签署的条约。该条约要求英格兰国王查理二世在将来的某日改信罗马天主教。并且他将协助法国国王路易十四60艘军舰和4000名士兵，以帮助法国对荷兰共和国的战争。作为交换，查理二世每年都会秘密获得23万英镑的款项，当查理二世向英国人民公布他将改宗的消息时，将获得的一笔额外款项；如果英格兰发生叛乱，法国将派出6000人的法国军队。这个秘密条约是由英国的阿灵顿、阿伦德尔、克利福德和贝林斯签署，法国是由科伯特·德·克罗西签署。两位国王交换了批准书，并对条约的存在保密。双方还就一项公开的多佛条约进行了谈判，但其目的是掩盖秘密条约的宗教含义。第三次英荷战争是该条约的直接结果。多佛密约原版由一个世纪后的历史学家发表。